# アウトライダー (雑誌)
アウトライダー（Out Rider）は日本のオートバイ雑誌。ミリオン出版より創刊され、立風書房より復刊された後に学習研究社（現：学研ホールディングス）、バイクブロスから発行されていた。

## 概要
それまでのオートバイを扱う雑誌が、記事においては「速さ」・「馬力」などのスペックに重きを置くとともに広告にページの多くを割いていたのに対して、アウトドアとツーリングを主体とした構成を取り、A4判・コート紙による誌面でカラー写真を多く使用する。以降に創刊されたオートバイ（ツーリング）誌では同様のスタイルを取るものも少なくない。

### ミリオン出版時代
1986年（昭和61年）に月刊誌として創刊。
なお、創刊にあたっては創刊準備号（4月号）を出したのち、7月号を創刊としている。90年代前半には野宿料理に関する書籍やツーリング映像をまとめたビデオマガジンなども刊行しており、1998年（平成10年）にはオートバイ雑誌でありながら「乗用車による旅」などを扱った増刊『ランブラー』を出したこともあった。また、かつてはニフティサーブのパティオに専用の会議室が置かれていた。
2002年2月に発行された同年3月号をもって休刊。

### 立風書房・学習研究社時代
2003年（平成15年）3月、立風書房から季刊誌として復刊。
2004年6月号（vol.6）から隔月刊となったが、同年7月に立風書房が学習研究社に吸収合併されたことで、以降は学習研究社からの発行となった。

### バイクブロス時代
2009年（平成21年)5月発行のvol.36以降は、バイクブロスからの発行となった。
2018年（平成30年）8月発行同年2018年10月号vol.92において定期発行休止し、不定期の発行を示唆する
しかし、バイクブロスが親会社のプロトコーポレーションと合併し2019年1月31日付で雑誌出版事業から撤退したことで以降の発行が不可能になった。

### 現在
定期発行休止以降、モーターマガジン社のオートバイ (雑誌)のweb版への寄稿を行っていたが、2019年3月、正式に同誌との連携をスタート。不定期発行再開に向けて準備中。